# Эльсхаймер, Адам
А́дам Э́льсхаймер, Э́льсхеймер, Э́льсгеймер (нем. Adam Elsheimer; 18 марта 1578, Франкфурт-на-Майне — 11 декабря 1610, Рим) — немецкий живописец, рисовальщик и гравёр, один из влиятельных художников эпохи северо-европейского барокко (наряду с Иоганном Лиссом). Более известен как романист, пейзажист, и мастер «ночных сцен».

## Биография
Адам Эльсхаймер родился во Франкфурте-на-Майне, в центральной Германии, был одним из десяти детей портного. Ученик Филиппа Уффенбаха. Испытал в юности значительной влияние нидерландских живописцев, эмигрировавших из Нидерландов в протестантскую Германию: Гиллиса ван Конинкслоо и Лукаса ван Фалькенборха.
Посетил Страсбург в 1596 году. Затем работал во Франкфурте. С 1598 года — в Венеции, где усвоил традиции венецианской ведуты (городского пейзажа). В 1600 году переехал в Рим. Был дружен с Питером Паулем Рубенсом и Паулем Брилем.
В Риме Эльсхаймер усвоил традиции романизма (увлечения иностранных художников изображениями античного и современного Рима). Он писал римские пейзажи на небольших медных пластинах. Своей необычайно тонкой, «ювелирной» манерой письма и изысканной техникой с эффектами светотени он, в свою очередь, оказал влияние на Карло Сарачени, голландских романистов и, в определённой мере, на Рембрандта. Его последователем в этом жанре был Мозес ван Эйтенбрук.
Эльсхаймер оставил немного картин, которые тем не менее высоко ценились ещё при его жизни художниками и коллекционерами, особенно за мастерство тончайшей разработки эффектов освещения из скрытых источников света в жанре «ночных сцен». Однако в начале XX века в Энциклопедическом словаре Брокгауза и Ефрона приведена поверхностная, типичная для того времени, характеристика творчества художника: «Картины Э. ещё недавно мало ценились любителями искусства и только в последнее время возбудили интерес к себе и стали быть разыскиваемы для музеев». И далее:
«Писал преимущественно небольшие, тщательно оконченные картины на темы из священной истории и мифологии, давая в них одинаково важную роль и человеческим фигурам, и пейзажу, и стремясь точно воспроизводить разнообразные эффекты красок, воздушной перспективы и света. Кроме пейзажей с фигурным, иногда очень обильным стаффажем, из-под его кисти изредка выходили картинки, изображающие сцены в закрытых помещениях, с красиво разыгранным освещением. Старание Э. передавать впечатления природы точно и поэтично при тесной связи пейзажных мотивов с фигурами было новизной в тогдашней живописи, а потому этот мастер не замедлил обратить на себя необыкновенное внимание в кругу римских художников и, заняв среди них видное место, оказал большое влияние как на многих из их числа, так и на посещавших Рим нидерландских живописцев, а через них и на голландскую школу XVII столетия» 

## «Бегство в Египет»

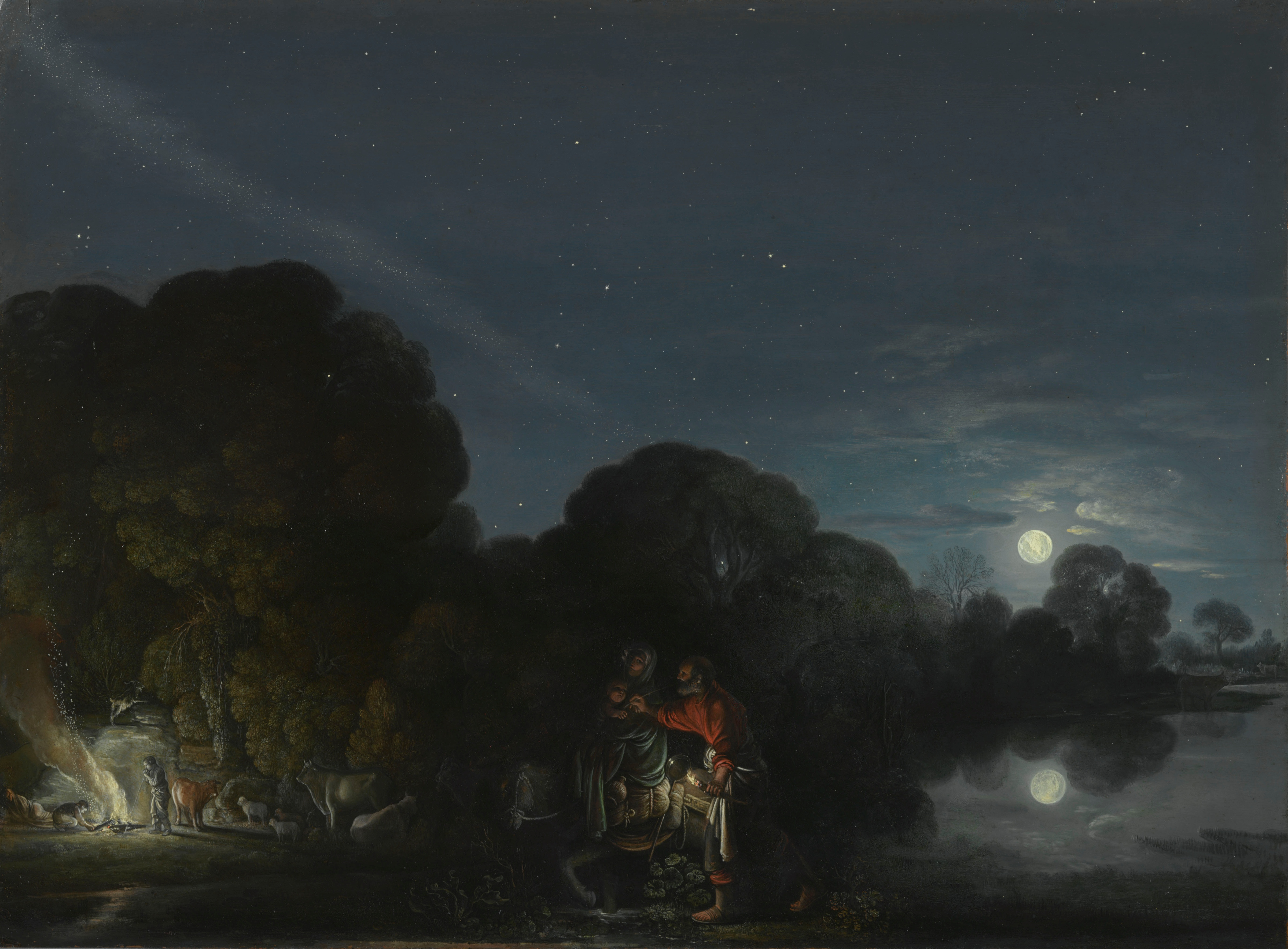
Бегство в Египет. 1609. Медь, масло. Старая пинакотека, Мюнхен

Адам Эльсхаймер является одним из первых художников, точно и даже педантично передавших особенности ночного неба. С большой вероятностью можно сказать, что 16 июня 1609 года около 21.45 он наблюдал в окрестностях Рима звёздное небо в подзорную трубу. Свои наблюдения он запечатлел в картине «Бегство в Египет», которая находится в мюнхенской Старой пинакотеке. Это выяснили в 2005 году специалисты Немецкого музея в Мюнхене. Луна и звёзды Млечного Пути, изображённые на картине, в точности соответствуют их видимому расположению на широте города Рима.

## «Пожар Трои»

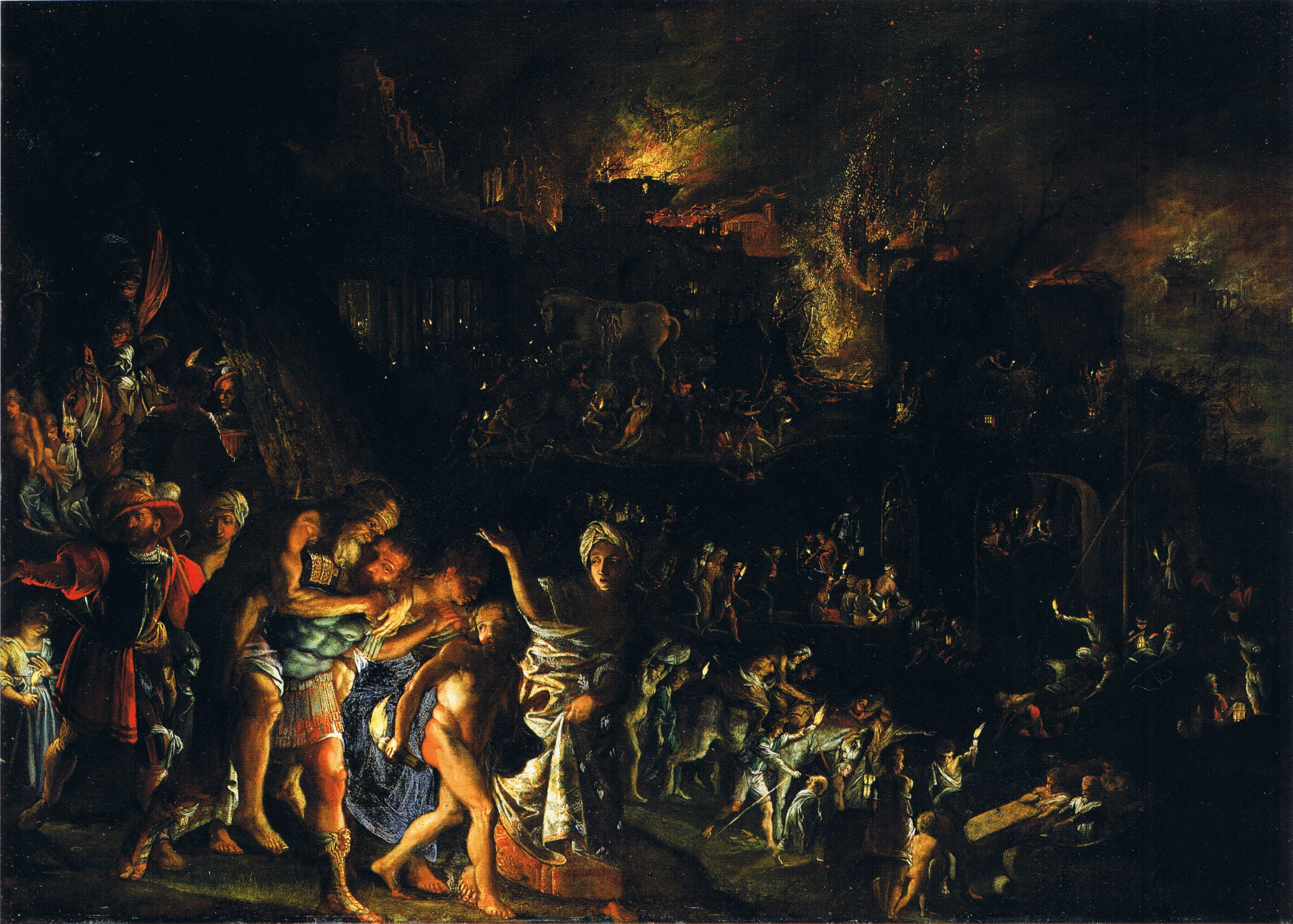
Пожар Трои. Ок. 1600. Медь, масло. Старая пинакотека, Мюнхен

В этой картине небольшого формата, написанной на медной доске, представлена сцена бегства Энея с семьёй из захваченной и пылающей огнём Трои по мотивам эпической поэмы «Энеида» Вергилия. В ночной мгле, озарённой факелами в руках спасающихся беглецов, можно различить очертания крепости, храмов, деревянного коня греков. Поразительный драматический эффект достигнут мерцанием, вспышками тревожного света в чёрной непроглядной тьме, охватившей землю. Особенностью пейзажей Эльсхаймера является иллюзия огромной протяжённости пространства, возникающая от тесного сопоставления ближнего и дальнего планов. Так, захватывает своей грандиозностью усеянное звёздами небо с пролетающей кометой, отразившееся в глади реки, бескрайнее, бездонное, раскинувшееся над уснувшей землёй, над маленькой группой греющихся у костра людей на берегу. Уютный мирный огонь, светящийся во тьме, и холодное свечение звёзд в вышине сопоставлены и прочувствованы в своей особенной красоте великого и малого, конечного и вечного. Благодаря светотени Эльсхаймер достигает редкого живописного единства и поэтического настроения в своих произведениях.
В Санкт-Петербургском Эрмитаже хранятся три картины Эльсхаймера: «Святой Христофор», «Лес» и «Посмеяние Цереры», однако их атрибуция (в особенности двух последних) находится под вопросом.

## Галерея

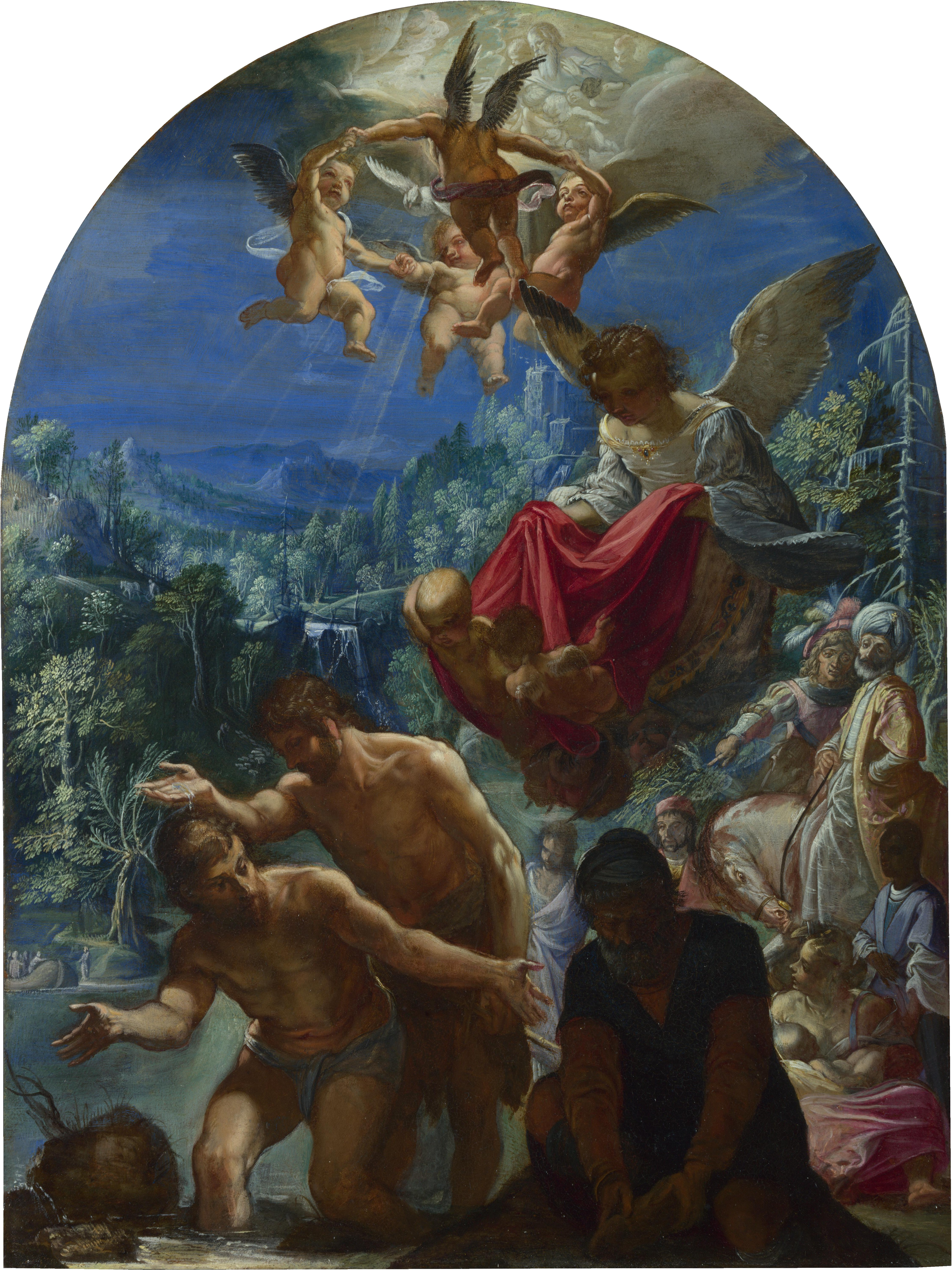
Крещение Христа. Ок. 1599. Медь, масло. Национальная галерея, Лондон
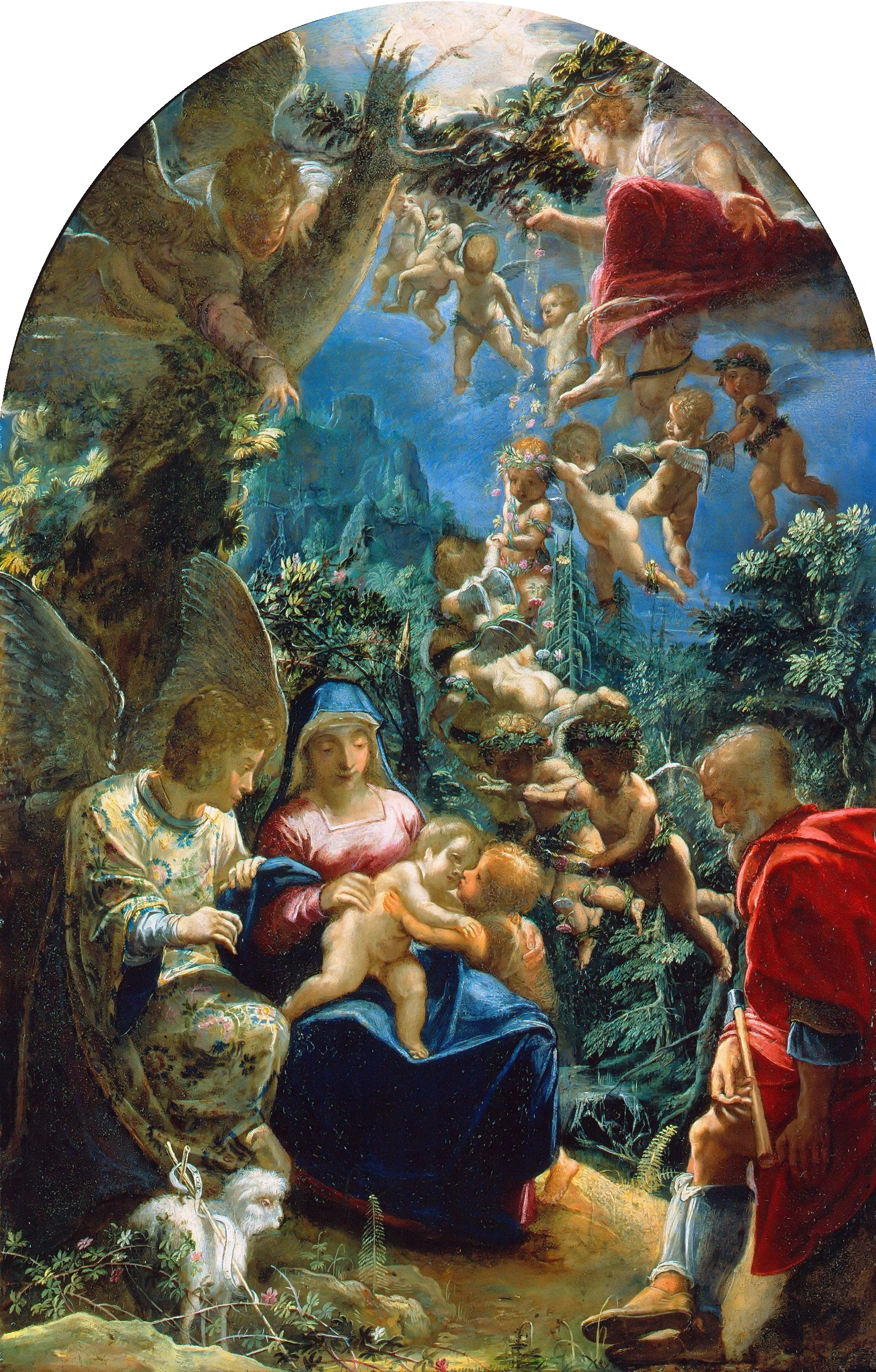
Святое семейство с младенцем Иоанном Крестителем и ангелами. Ок. 1599. Медь, масло. Берлинская картинная галерея
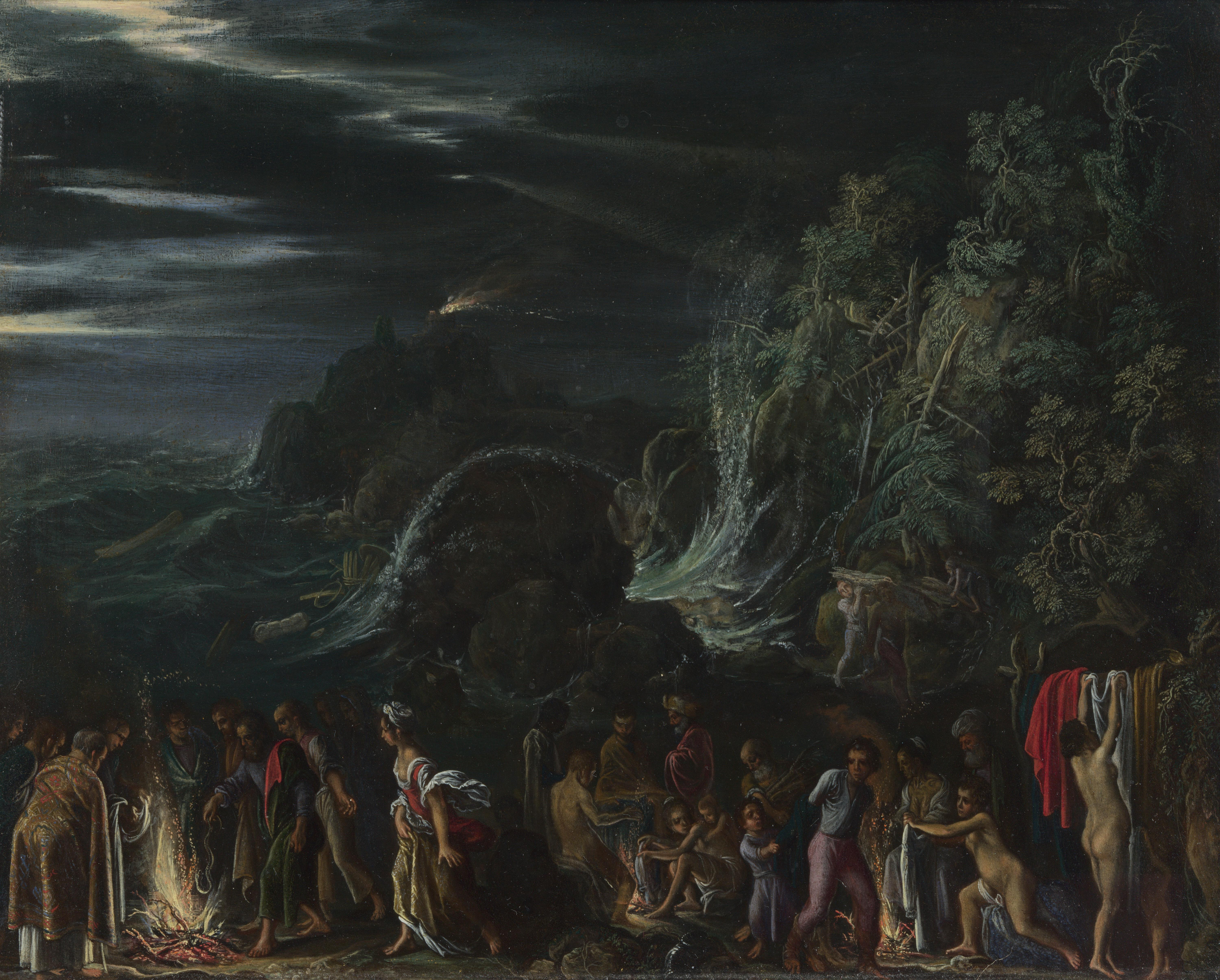
Святой Павел на Мальте. Ок. 1600. Медь, масло. Национальная галерея, Лондон
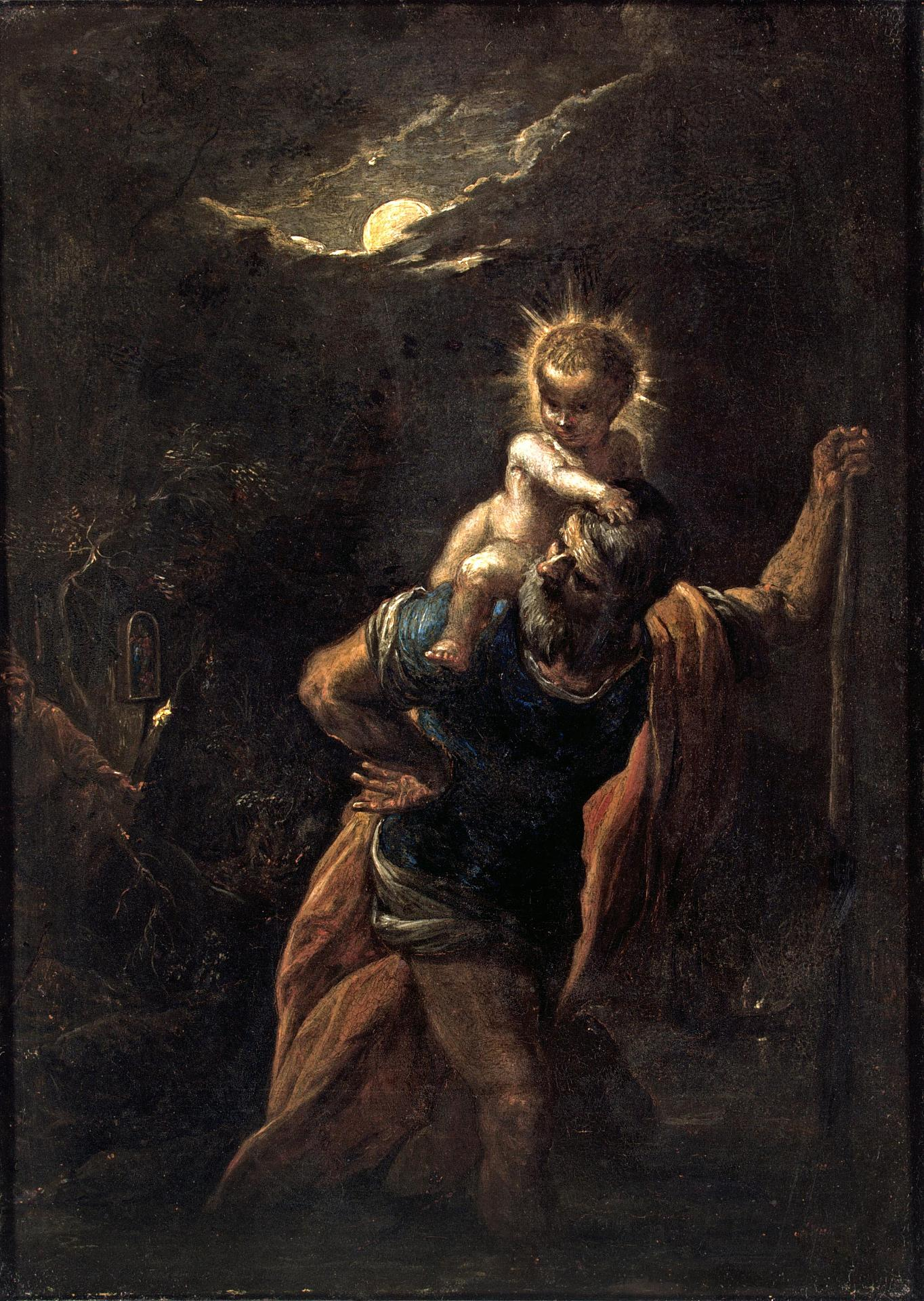
Святой Христофор. Ок. 1599. Медь, масло. Государственный Эрмитаж, Санкт-Петербург
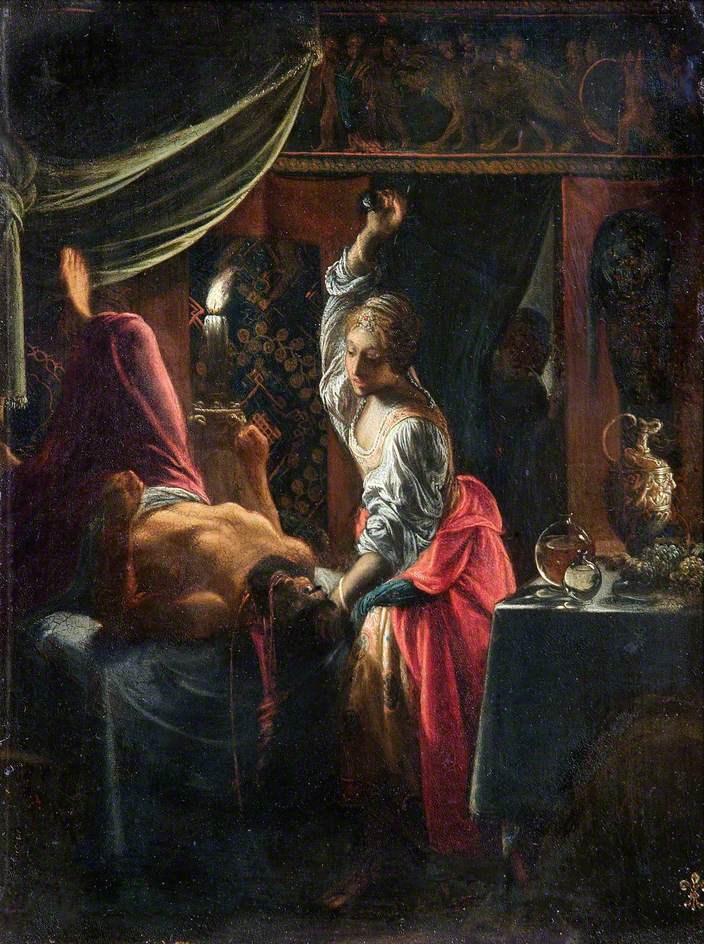
Юдифь, обезглавливающая Олоферна. Между 1601 и 1603. Лужёная медь, масло. Эпсли-хаус, Лондон
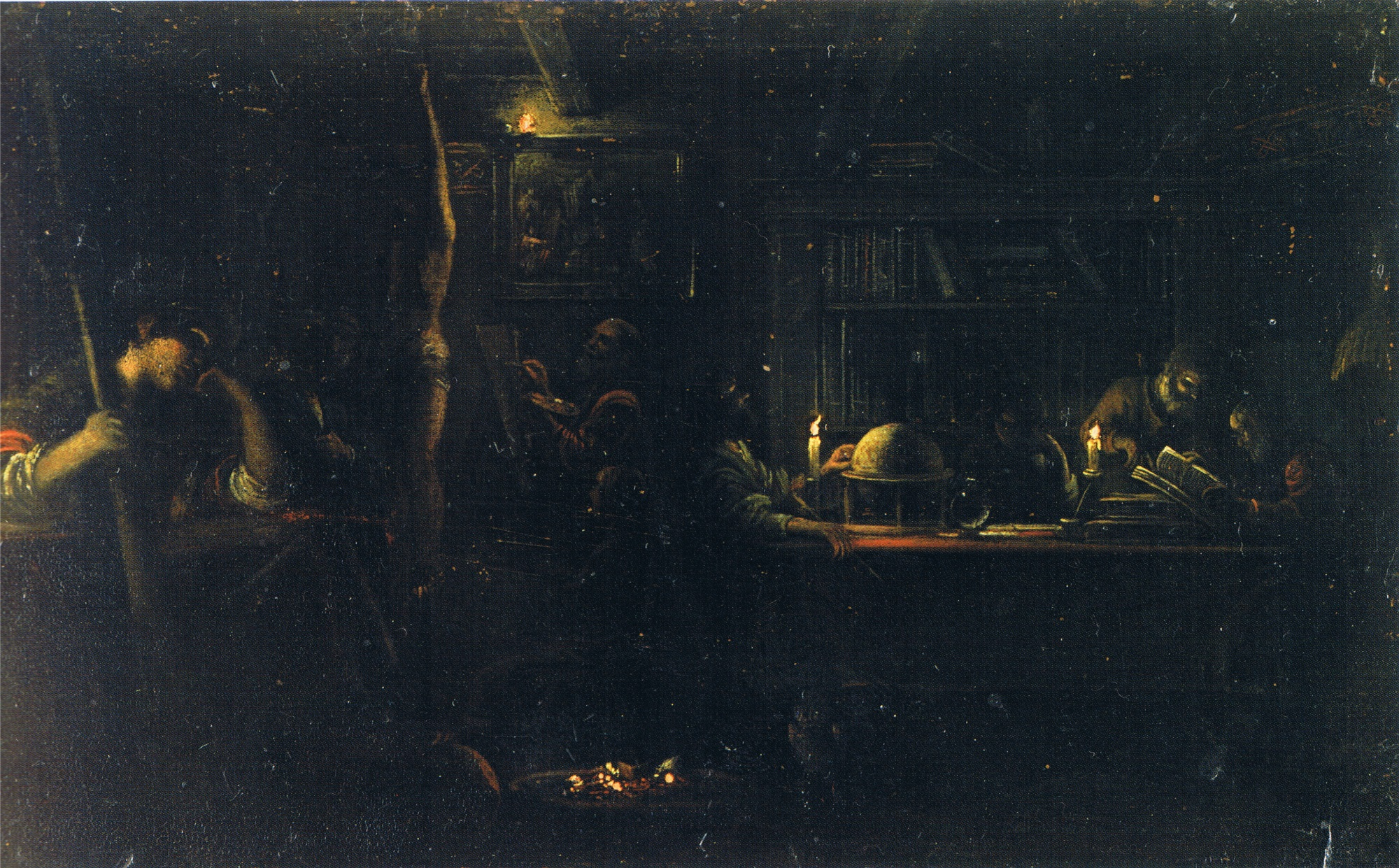
Царство Минервы. Между 1600 и 1605. Медь, масло. Музей Фицуильяма. Кембридж, Великобритания